# Robert III van Dreux
Robert III van Dreux bijgenaamd Gasteblé (circa 1185 - Braine, 3 maart 1234) was van 1218 tot aan zijn dood graaf van Dreux en Braine. Hij behoorde tot het huis Dreux-Bretagne.

## Levensloop
Robert III was de oudste zoon van graaf Robert II van Dreux en diens tweede echtgenote Yolande van Coucy. Zijn jongere broer Peter Mauclerc werd in 1213 hertog van Bretagne. Hij had als bijnaam Gasteblé omdat hij in zijn jeugd naar verluidt een tarweveld had verwoest. 
Op 17 mei 1209 werd hij samen met de latere koning Lodewijk VIII van Frankrijk door koning Filips II van Frankrijk tot ridder geslagen. Daarna vocht hij voor de Franse koning tegen de Engelse koning Jan zonder Land en in 1213 steunde hij zijn broer Peter Mauclerc bij diens machtsoverdracht in Bretagne. Bij de verdediging van de stad Nantes dat jaar werd Robert door de Engelsen gevangengenomen. In 1214 werd hij in ruil voor graaf William Longespée van Salisbury vrijgelaten, die bij de Slag bij Bouvines gevangengenomen was door de Fransen.
In 1216 keerde Robert terug naar Engeland in het gevolg van de latere Franse koning Lodewijk VIII, die het koninkrijk wilde veroveren. Dit ondernemen mislukte in 1217 door een Franse nederlaag. In 1218 stierf zijn vader, waarna Robert III graaf van Dreux en Braine werd. Het kasteel van Dreux liet hij verder versterken, onder andere door de bouw van een donjon, de Tour Grise. In 1226 begeleidde hij Lodewijk VIII bij de Albigenzenkruistocht en nam hij deel aan het beleg van Avignon. Na de dood van Lodewijk VIII in 1226 behoorde hij tot de tegenstanders van Blanca van Castilië, de koningsweduwe die optrad als regentes voor haar minderjarige zoon Lodewijk IX. Nadat hij enkele begunstigingen van Blanca had gekregen, ging Robert al snel over naar haar zijde. In de strijd tegen rebellerende edellieden liet Robert in Nesles-en-Tardenois een machtige burcht bouwen naar het voorbeeld van de koninklijke burcht van Dourdan. Deze burcht bevond zich tegenover de burcht van zijn broer Peter in Fère-en-Tardenois.
In 1234 stierf Robert III, waarna hij werd bijgezet in de Saint-Yves-abdij van Braine. 

## Huwelijk en nakomelingen
Rond 1210 huwde Robert III met Aénor van Saint-Valéry sur Somme (1192 - 11 november 1250), erfgename van de heerlijkheden Saint Valery, Ault en Gamaches. Ze kregen vier kinderen:
- Yolande (1212-1248), huwde in 1229 met hertog Hugo IV van Bourgondië
- Jan I (1215-1249), graaf van Dreux
- Robert I (1217-1264), burggraaf van Beu en Châteaudun
- Peter (1220-1250)

## Voorouders
| Voorouders van Robert III van Dreux (1185-1234) | Voorouders van Robert III van Dreux (1185-1234)                                 | Voorouders van Robert III van Dreux (1185-1234)                                 | Voorouders van Robert III van Dreux (1185-1234)                  | Voorouders van Robert III van Dreux (1185-1234)                  | Voorouders van Robert III van Dreux (1185-1234)                  | Voorouders van Robert III van Dreux (1185-1234)                  | Voorouders van Robert III van Dreux (1185-1234)                  | Voorouders van Robert III van Dreux (1185-1234)                  |
| ----------------------------------------------- | ------------------------------------------------------------------------------- | ------------------------------------------------------------------------------- | ---------------------------------------------------------------- | ---------------------------------------------------------------- | ---------------------------------------------------------------- | ---------------------------------------------------------------- | ---------------------------------------------------------------- | ---------------------------------------------------------------- |
| Overgrootouders                                 | Lodewijk VI van Frankrijk (1081-1137) ∞ 1115 Adelheid van Maurienne (1092-1154) | Lodewijk VI van Frankrijk (1081-1137) ∞ 1115 Adelheid van Maurienne (1092-1154) | Guy van Baudement (-1144) ∞ Alix de Braine (-)                   | Guy van Baudement (-1144) ∞ Alix de Braine (-)                   | Engelram II van Coucy (1110-1139) ∞ Agnes van Beaugency (-1207)  | Engelram II van Coucy (1110-1139) ∞ Agnes van Beaugency (-1207)  | Boudewijn IV van Henegouwen (1110-1171) ∞ Aleidis van Namen (-)  | Boudewijn IV van Henegouwen (1110-1171) ∞ Aleidis van Namen (-)  |
| Grootouders                                     | Robert I van Dreux (1123-1188) ∞ Agnes van Baudement (1130-1202)                | Robert I van Dreux (1123-1188) ∞ Agnes van Baudement (1130-1202)                | Robert I van Dreux (1123-1188) ∞ Agnes van Baudement (1130-1202) | Robert I van Dreux (1123-1188) ∞ Agnes van Baudement (1130-1202) | Rudolf I van Coucy (1134-1191 ∞ Agnes van Henegouwen (1142-1168) | Rudolf I van Coucy (1134-1191 ∞ Agnes van Henegouwen (1142-1168) | Rudolf I van Coucy (1134-1191 ∞ Agnes van Henegouwen (1142-1168) | Rudolf I van Coucy (1134-1191 ∞ Agnes van Henegouwen (1142-1168) |
| Ouders                                          | Robert II van Dreux (1154-1218) ∞ Yolande van Coucy (1164-1222)                 | Robert II van Dreux (1154-1218) ∞ Yolande van Coucy (1164-1222)                 | Robert II van Dreux (1154-1218) ∞ Yolande van Coucy (1164-1222)  | Robert II van Dreux (1154-1218) ∞ Yolande van Coucy (1164-1222)  | Robert II van Dreux (1154-1218) ∞ Yolande van Coucy (1164-1222)  | Robert II van Dreux (1154-1218) ∞ Yolande van Coucy (1164-1222)  | Robert II van Dreux (1154-1218) ∞ Yolande van Coucy (1164-1222)  | Robert II van Dreux (1154-1218) ∞ Yolande van Coucy (1164-1222)  |